# La Champenoise
La Champenoise é uma comuna francesa na região administrativa do Centro, no departamento Indre. Estende-se por uma área de 43,5 km². Em 2010 a comuna tinha 282 habitantes (densidade: 6,5 hab./km²).